# John Bent
John Bent, född 5 augusti 1908 i Eagles Mere, död 5 juni 2004 i Lake Forest, var en amerikansk ishockeyspelare.
Bent blev olympisk silvermedaljör i ishockey vid vinterspelen 1932 i Lake Placid.